# Gare de Marche-les-Dames
Pour les articles homonymes, voir Gare de Marche.
La gare de Marche-les-Dames est une gare ferroviaire belge de la ligne 125 de Liège à Namur située à Marche-les-Dames section de la ville de Namur, en Région wallonne, dans la province de Namur.
C'est une halte de la Société nationale des chemins de fer belges (SNCB) desservie par des trains Omnibus (L).

## Situation ferroviaire
Établie à 83 m d'altitude, la gare de Marche-les-Dames est située au point kilométrique (PK) 45,5 de la ligne 125, de Liège à Namur, entre les gares ouvertes de Namêche et de Namur.

## Histoire

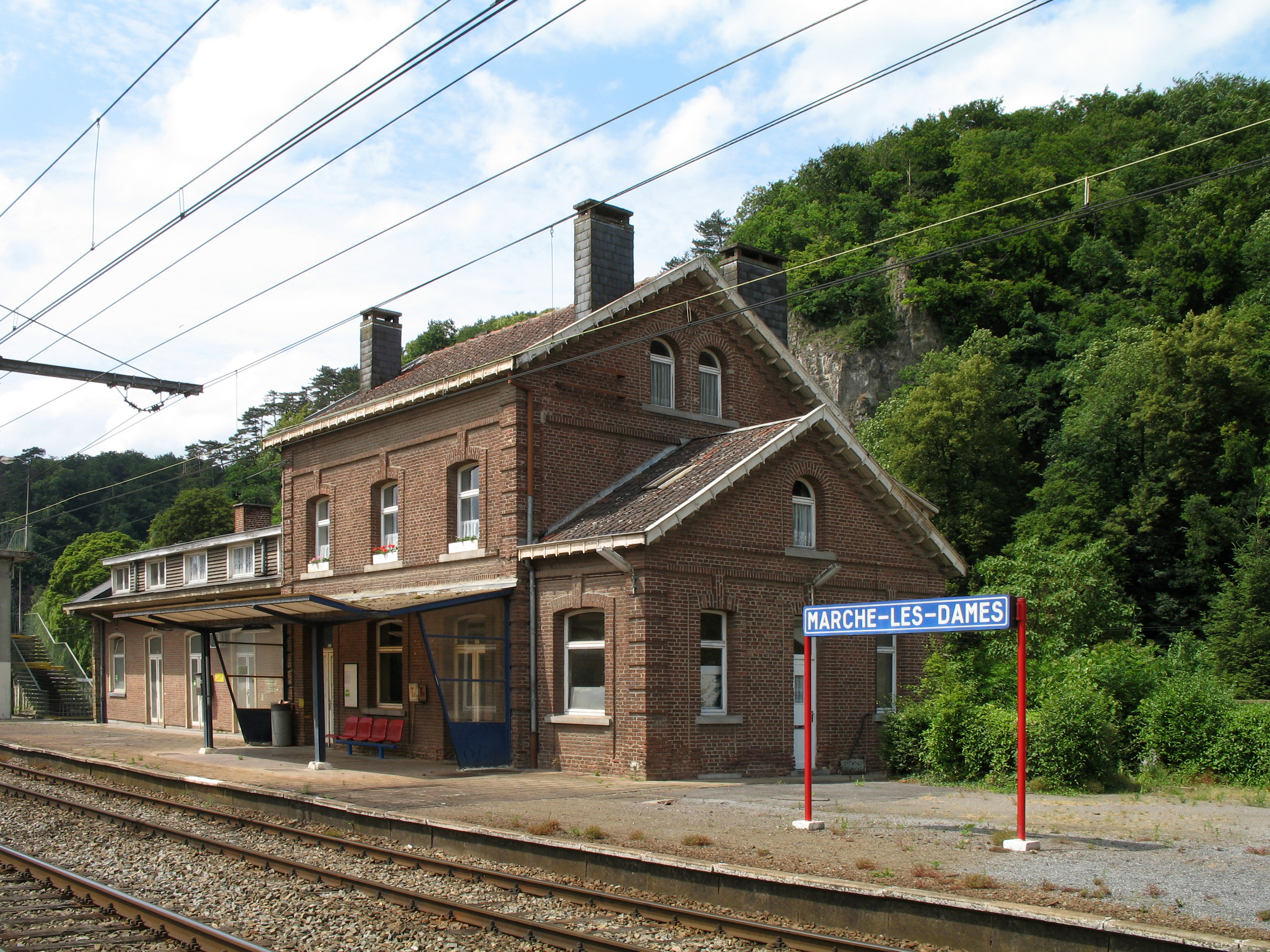
Bâtiment de la gare en 2008.

La station de Marche-les-Dames est mentionnée une première fois en novembre 1852 et à nouveau citée lors de la reprise de la ligne par le Nord-Belge.
Le Nord-Belge édifie un nouveau bâtiment voyageurs en 1876 sur le modèle des petites stations françaises qui sera reproduit sur tout le réseau belge des Chemins de fer du Nord.
Devenue une gare de la SNCB en 1940, Marche-les-Dames perd la desserte de sa cour à marchandises en 1982 et le guichet est supprimé en 1993.

## Service des voyageurs

### Accueil
Halte SNCB, c'est un point d'arrêt non géré (PANG) à accès libre.
Une passerelle permet la traversée des voies et le passage d'un quai à l'autre.

### Desserte
Marche-les-Dames est desservie par des trains Omnibus (L) et d’Heure de pointe (P) de la SNCB qui effectuent des missions sur la ligne 125.
En semaine, la desserte comprend : 
- des trains L reliant Namur à Liège-Guillemins, cadencés à l'heure ;
- deux trains P reliant Huy à Namur, le matin avec retour l’après midi.

Les week-ends et jours fériés, la desserte est ramenée à un train L Namur - Liège toutes les deux heures.

### Intermodalité
Un parc pour les vélos et un parking pour les véhicules y sont aménagés. Des bus desservent la gare.

## Comptage voyageurs
Le graphique et le tableau montrent le nombre de passagers qui en moyenne embarquent durant la semaine, le samedi et le dimanche.
| Nombre de voyageurs qui embarquent à la gare de Marche-les-Dames | Nombre de voyageurs qui embarquent à la gare de Marche-les-Dames | Nombre de voyageurs qui embarquent à la gare de Marche-les-Dames | Nombre de voyageurs qui embarquent à la gare de Marche-les-Dames |
|                                                                  | Semaine                                                          | Samedi                                                           | Dimanche                                                         |
| ---------------------------------------------------------------- | ---------------------------------------------------------------- | ---------------------------------------------------------------- | ---------------------------------------------------------------- |
| 1977                                                             | 125                                                              | 60                                                               | 10                                                               |
| 1978                                                             | 148                                                              | 46                                                               | 62                                                               |
| 1979                                                             | 162                                                              | 53                                                               | 27                                                               |
| 1980                                                             | 169                                                              | 48                                                               | 21                                                               |
| 1981                                                             | 185                                                              | 55                                                               | 45                                                               |
| 1982                                                             | 122                                                              | 42                                                               | 6                                                                |
| 1983                                                             | 207                                                              | 63                                                               | 20                                                               |
| 1984                                                             | 164                                                              | 72                                                               | 20                                                               |
| 1985                                                             | 141                                                              | 41                                                               | 23                                                               |
| 1986                                                             | 164                                                              | 32                                                               | 27                                                               |
| 1987                                                             | 141                                                              | 47                                                               | 20                                                               |
| 1988                                                             | 108                                                              | 51                                                               | 37                                                               |
| 1989                                                             | 133                                                              | 76                                                               | 42                                                               |
| 1990                                                             | 135                                                              | 56                                                               | 31                                                               |
| 1991                                                             | 120                                                              | 22                                                               | 27                                                               |
| 1992                                                             | 135                                                              | 29                                                               | 24                                                               |
| 1993                                                             | 75                                                               | 10                                                               | 13                                                               |
| 1994                                                             | 69                                                               | 21                                                               | 11                                                               |
| 1995                                                             | 59                                                               | 9                                                                | 9                                                                |
| 1996                                                             | 50                                                               | 32                                                               | 11                                                               |
| 1997                                                             | 54                                                               | 14                                                               | 10                                                               |
| 1998                                                             | 55                                                               | 12                                                               | 9                                                                |
| 1999                                                             | 50                                                               | 7                                                                | 10                                                               |
| 2000                                                             | 56                                                               | 42                                                               | 18                                                               |
| 2001                                                             | 55                                                               | 18                                                               | 16                                                               |
| 2002                                                             | 50                                                               | 6                                                                | 8                                                                |
| 2003                                                             | 45                                                               | 16                                                               | 19                                                               |
| 2004                                                             | 56                                                               | 16                                                               | 12                                                               |
| 2005                                                             | 42                                                               | 12                                                               | 9                                                                |
| 2006                                                             | 63                                                               | 19                                                               | 10                                                               |
| 2007                                                             | 77                                                               | 9                                                                | 14                                                               |
| 2008                                                             | -                                                                | -                                                                | -                                                                |
| 2009                                                             | 52                                                               | 8                                                                | 15                                                               |
| 2010                                                             | -                                                                | -                                                                | -                                                                |
| 2011                                                             | -                                                                | -                                                                | -                                                                |
| 2012                                                             | 53                                                               | 16                                                               | 11                                                               |
| 2013                                                             | 55                                                               | 11                                                               | 10                                                               |
| 2014                                                             | 49                                                               | 19                                                               | 34                                                               |
| 2015                                                             | 51                                                               | 16                                                               | 15                                                               |
| 2016                                                             | 54                                                               | 4                                                                | 5                                                                |
| 2017                                                             | 48                                                               | 5                                                                | 7                                                                |
| 2018                                                             | 45                                                               | 7                                                                | 8                                                                |
| 2019                                                             | 64                                                               | 6                                                                | 11                                                               |
| 2020                                                             | 45                                                               | 6                                                                | 7                                                                |
| 2021                                                             | -                                                                | -                                                                | -                                                                |
| 2022                                                             | -                                                                | 2                                                                | 2                                                                |
| 2023                                                             | 91                                                               | 2                                                                | 5                                                                |
| 2024                                                             | 86                                                               | 10                                                               | 7                                                                |